# Koos Alberda van Ekenstein
Jhr. Jacob Willem (Koos) Alberda van Ekenstein (Ter Apel, 22 november 1912 – Groningen, 15 oktober 1975) was een Nederlands burgemeester.
Hij werd geboren als zoon van jhr. Willem Alberda van Ekenstein (1887-1959), veearts, en Jeltje Poppinga (1885-1963). Hij is afgestudeerd in de rechten aan de Rijksuniversiteit Groningen en ging in 1939 werken bij de provinciale griffie van Groningen. Hij was daar adjunct-commies voor hij in april 1945 door het Militair Gezag benoemd werd tot burgemeester van de kort daarvoor bevrijde gemeente Marum. Hij trad daarmee in de voetsporen van zijn overgrootvader jhr. Eiso de Wendt Alberda van Ekenstein (1821-1890) die daar ook burgemeester is geweest. Vanwege gezondheidsproblemen zou hij op 1 november 1975 vervroegd met pensioen gaan. Ruim twee weken daarvoor overleed Alberda van Ekenstein op 62-jarige leeftijd in het Academisch Ziekenhuis Groningen.